# موروواله
موروواله (به ایتالیایی: Morrovalle) یک کومونه در ایتالیا است که در استان ماچه‌راتا واقع شده‌است. موروواله ۴۲٫۶ کیلومتر مربع مساحت و ۱۰٫۲۴۰ نفر جمعیت دارد و ۲۴۶ متر بالاتر از سطح دریا واقع شده‌است.